# 新塔爾格縣

49°28′N 20°1′E / 49.467°N 20.017°E
新塔爾格縣（波蘭語：Powiat nowotarski），是波蘭的縣份，位於該國東南部，由小波蘭省負責管轄，首府設於新塔爾格，面積1,475平方公里，2006年人口181,878，人口密度每平方公里120人。